# División de Honor juvenil de fútbol sala 2011-12
La División de Honor juvenil de fútbol sala 2011-12 fue una temporada de la máxima división del fútbol sala español en categoría de juveniles.

## Equipos participantes

### Grupo 1
Galicia 
https://web.archive.org/web/20111205081527/http://www.futgal.es/index.php?sec=resultados (Federación Gallega de Fútbol)
| - C. Mar Cidade de Viveiro (Covas-Vivero, Lugo) - Cidade de Narón (Narón, La Coruña) - Leis Pontevedra (Pontevedra) - AD Bueu Congelados Almar (Bueu, Pontevedra) - Burela Pescados Rubén (Burela, Lugo) - IES Coruxo FS (Vigo, Pontevedra) - Autos Lobelle FS (Santiago de Compostela, La Coruña) - Prone Lugo (Lugo) |

### Grupo 2
Castilla y León 
http://fcylf.com/beta/index.php?option=com_onubis&task=competiciones&view=clubes&competicion=163AS01&Itemid=34&idsede=16&no_html=1 (enlace roto disponible en Internet Archive; véase el historial, la primera versión y la última).
(Federación de Castilla y León de Fútbol)
| - CD Liminares (Lumbrales, Salamanca) - CD Santa María (Salamanca) - CD Albense FS (Alba de Tormes, Salamanca) - CD Atlético Benavente FS (Benavente, Zamora) - CD CFS La Bañeza (La Bañeza, León) - CD Cistierna (Cistierna, León) - CD Juventud del Círculo (Burgos) - CD La Escuela (Segovia) |  | - CD Medinense (Medina del Campo, Valladolid) - CD Puertas Deyma FS (León) - CD Sani 2000 (Palencia) - CD Tierno Galván (Valladolid) - CD Tres Columnas (Ciudad Rodrigo, Salamanca) - CD Valladolid Vecas FS (Valladolid) - CDC Unión Tudela (Tudela de Duero, Valladolid) - CFS Zamora (Zamora) |

### Grupo 3
Madrid 
http://www.femafusa.com (Federación Madrileña de Fútbol Sala)
| - Belsan Parque Lisboa 2000 Alcorcón (Alcorcón) - Carnicer Torrejón FS (Torrejón de Ardoz) - EFS Javier Limones (Torrejón de Ardoz) - FS Chamberí (Madrid) - Ciudad de Móstoles FS (Móstoles) - UD Las Rozas Boadilla (Boadilla del Monte) - CD La Villa Arroyomolinos (Arroyomolinos) |  | - Inter Movistar Alcalá de Henares (Alcalá de Henares) - AD Collado Villalba (Collado Villalba) - Caja Segovia Rivas Atlantis (Rivas-Vaciamadrid) - Pilaristas (Madrid) - CD Deporcoslada (Coslada) - Ciudad de Alcorcón (Alcorcón) - CDR La Paloma (Madrid) |

### Grupo 4
Aragón 
http://www.futbolaragon.com/pnfg/NPortada?CodPortada=1000009 (Federación Aragonesa de Fútbol)
| - SMD Pinseque (Pinseque, Zaragoza) - Aramóvil Compañía de María (Zaragoza) - AD Sala Zaragoza FS (Zaragoza) - A Mesa Puesta Colo Colo (Zaragoza) - AD El Límite (Utebo, Zaragoza) - AD Peña La Unión (Calatayud, Zaragoza) - Hormigones Umacon Zaragoza (Zaragoza) |  | - Peluquerías Zeus (Zaragoza) - AAVV Las Fuentes (Zaragoza) - Martín Fibrocementos (Zaragoza) - La Salle Montemolin (Zaragoza, Zaragoza) - Gran Vía 83 (Zaragoza) - Tauste FS (Tauste, Zaragoza) - Jóvenes Cuencas Mineras (Utrillas, Teruel) |

### Grupo 5
Comunidad Valenciana 
https://web.archive.org/web/20111205100625/http://www.ffcv.es/index.php?option=com_wrapper&view=wrapper&Itemid=43 (Federación de Fútbol de la Comunidad Valenciana)
| - CD Maristas (Valencia) - CD Sierra de Salinas (Salinas, Alicante) - Colegio El Pilar (Valencia) - CD Paidos Denia Font. Fernández (Denia, Alicante) - Xaloc Alacant (Alicante) - Playas de Castellón (Castellón de la Plana) - CD Dominicos-Levante UD (Valencia) |  | - Sporting San Vicente (San Vicente del Raspeig, Alicante) - Alboraya FS (Alboraya, Valencia) - FS Burriana (Burriana, Castellón) - Valencia FS (Valencia) - CD La Salle Paterna (Paterna, Valencia) - FS Picassent (Picasent, Valencia) |

### Grupo 6
Cataluña 
https://web.archive.org/web/20120904022201/http://www.fcf.cat/pnfg/NPortada?CodPortada=1000082 (Federación Catalana de Fútbol)
| - FC Barcelona (Barcelona) - CE Escola Pía Sabadell (Sabadell, Barcelona) - AE Les Corts Ubae (Barcelona) - FS Rapid Santa Coloma (Santa Coloma de Gramanet, Barcelona) - Jesús María CE (Barcelona) - FS C.E.T. 10 (Barcelona) - Futsal Mataró CE (Mataró, Barcelona) |  | - CFS Manent Santa Coloma (Santa Coloma de Gramanet, Barcelona) - 5 Martorell Club Sala (Martorell, Barcelona) - FS García (Santa Coloma de Gramanet, Barcelona) - Sicoris Club (Lérida) - CFS La Unión (Santa Coloma de Gramanet, Barcelona) - FS Manresa Club (Manresa, Barcelona) - FS Montcada (Moncada y Reixach, Barcelona) |

### Grupo 7
Castilla-La Mancha 
http://www.ffcm.es/pnfg/NPortada?CodPortada=1000005 (Federación de Fútbol de Castilla-La Mancha)
| - Albacete FS (Albacete) - Puertollano FS (Puertollano, Ciudad Real) - Manzanares FS (Manzanares, Ciudad Real) - Salesianos Ciudad Real (Ciudad Real) - Molina CFS (Molina de Aragón, Guadalajara) |  | - CD Salesianos Guadalajara (Guadalajara) - Azulejos y Pavimentos Brihuega (Brihuega, Guadalajara) - EMD Escalona (Escalona, Toledo) - OID Talavera (Talavera de la Reina, Toledo) - Ciudad de Toledo (Toledo) |

### Grupo 8
Región de Murcia 
http://www.ffrm.es (Federación de Fútbol de la Región de Murcia)
| - Aljucer ElPozo FS (Aljucer) - Cora Vedruna La Unión (La Unión) - Futsal Librilla (Librilla) - FS La Alberca (La Alberca) - Cieza FS (Cieza) - CADE-Capuchinos FS (Totana) |  | - Adsa Alegría Peluqueros CD Murcia (Murcia) - Plásticos Romero-Alguazas (Molina de Segura) - CFS Pinatar (San Pedro del Pinatar) - Spauropa-AD Murcia Sur (Puente Tocinos) - Pacote Bar FS Pinatar (San Pedro del Pinatar) - CFS Jumilla Montesinos (Jumilla) |

### Grupo 9
Andalucía, Ceuta y Melilla   
https://web.archive.org/web/20111102142934/http://www.faf.es/fsala/competicfs.htm (Federación Andaluza de Fútbol)
| - SD Jerez 1993 FS (Jerez de la Frontera, Cádiz) - CD Isleño FS (San Fernando, Cádiz) - CD Maristas (Granada) - Oxipharma FS Granada (Granada) - CD AD Mutrayil-Moma Motril (Motril, Granada) |  | - CD El Ejido (El Ejido, Almería) - CD Kiosco Luis Marín (Almería) - Real Betis FSN (Dos Hermanas, Sevilla) - Ciudad de Ceuta FS (Ceuta) - Peña Barcelonista FS (Melilla) |

### Grupo 10
Canarias  (Provincia de Las Palmas)
http://canariasfutsal.blogspot.com/p/clasficacion-y-resultados-juveniles-gc.html (blog dedicado al fútbol sala canario)
| - CFS Malta 97 (Las Palmas de Gran Canaria) - CFS Tecnasa (Gáldar, Gran Canaria) - Mata Talla Grandes FS (Vecindario-Santa Lucía de Tirajana, Gran Canaria) - CFS Aguas de Teror (Teror, Gran Canaria) - CD Arguineguín (Arguineguín-Mogán, Gran Canaria) - AD Timadafe (Las Palmas de Gran Canaria) |  | - FS Colegio Arenas (Gáldar, Gran Canaria) - CFS Doctoral (El Doctoral-Vecindario-Santa Lucía de Tirajana, Gran Canaria) - Artevirgo (La Aldea de San Nicolás, Gran Canaria) - CFS Profiltek (Agüimes, Gran Canaria) - CFS Olirón (Ingenio, Gran Canaria) - CFS Arsenal VSB (Santa Brígida, Gran Canaria) |

### Grupo 11
Canarias  (Provincia de Santa Cruz de Tenerife)
https://web.archive.org/web/20120627104647/http://www.realejosdeportivo.com/Fotos_Prncipal/Publicaciones/Futbol-Sala/Revista-de-la-Base/2011/3-27-nov..pdf (web dedicada al deporte del municipio tinerfeño de Los Realejos)
| - EM Granadilla (Granadilla de Abona, Tenerife) - Hispano Inglés (Santa Cruz de Tenerife) - Famegonza (San Cristóbal de La Laguna, Tenerife) - Fonononos (San Sebastián de La Gomera, La Gomera) - Salesianos (Santa Cruz de Tenerife) - Cuevecitas (Candelaria (Tenerife), Tenerife) |  | - C.F.S. Chinguaro (Güímar, Tenerife) - Santa Úrsula (Santa Úrsula, Tenerife) - AD Duggi (Santa Cruz de Tenerife) - Matanza (La Matanza de Acentejo, Tenerife) - Chaboyme (Arico, La Gomera) |

- Datos: Q104698784